# Halimedusa
Halimedusa is een geslacht van neteldieren uit de familie van de Halimedusidae.

## Soort
- Halimedusa typus Bigelow, 1916